# /dev/null
/dev/null is een begrip uit de computerwereld.
In Unix en aanverwante besturingssystemen is /dev/null, ook wel het null device genoemd, een virtueel uitvoerapparaat. Alle data die naar deze uitvoer worden geschreven, worden weliswaar in ontvangst genomen, maar compleet genegeerd. Een leesactie op /dev/null geeft een End of File terug: een leeg bestand.
/dev/null kan in computerprogramma's gebruikt worden om ongewenste uitvoerdata geruisloos af te voeren, of om een lege invoerstroom te krijgen. Ook in tests kan dit nuttig zijn.
Onder programmeurs staat /dev/null ook wel bekend als the bit bucket, het zwarte gat of het putje. In het jargon van programmeurs wordt het begrip ook als metafoor gebruikt, zoals in: "klachten mag je doorsturen naar /dev/null", wat betekent dat geen gehoor zal worden gegeven aan iemands klachten, of "die mail is gearchiveerd in /dev/null" wat betekent dat de mail is vernietigd.